# بنات إيل
بنات إيل (بخط المسند:  وأحياناً )، هي آلهة شعبية كانت تُعبد في جنوب الجزيرة العربية قبل الإسلام. وظهرت تصاويرها باكتشاف معبد الإله أرنيدع في جوف اليمن، والمسمى شعبياً معبد بنات عاد، بالإضافة إلى تصاويرهن في معابد قرناو ونشان ونشق، وعدة نصوص تذكرهن بلفظ "بنتي إل" في مختلف أرجاء جنوب الجزيرة.

## في النقوش الأثرية
تظهر بنات إيل في النقوش العربية الجنوبية، بصفتها آلهة شعبية وغير مشخّصة ولا محددة بعدد ولا أسماء معينة. يمكن مقارنتها بالملائكة أو الجن، بصفتها كائنات علوية يشار إليها بصفة الجمع عادة. ويظهر بوضوح أن اللات والعزى ومناة كانت تُعبد في سوريا ومكة واليمن، بأسماء بنات إيل وبنات الله. وكان معظم المتعبدين لبنات إيل من النساء (6 متزوجات و3 أمهات)، وأنهن إلهات مختصات بالخصوبة وحماية الأطفال.

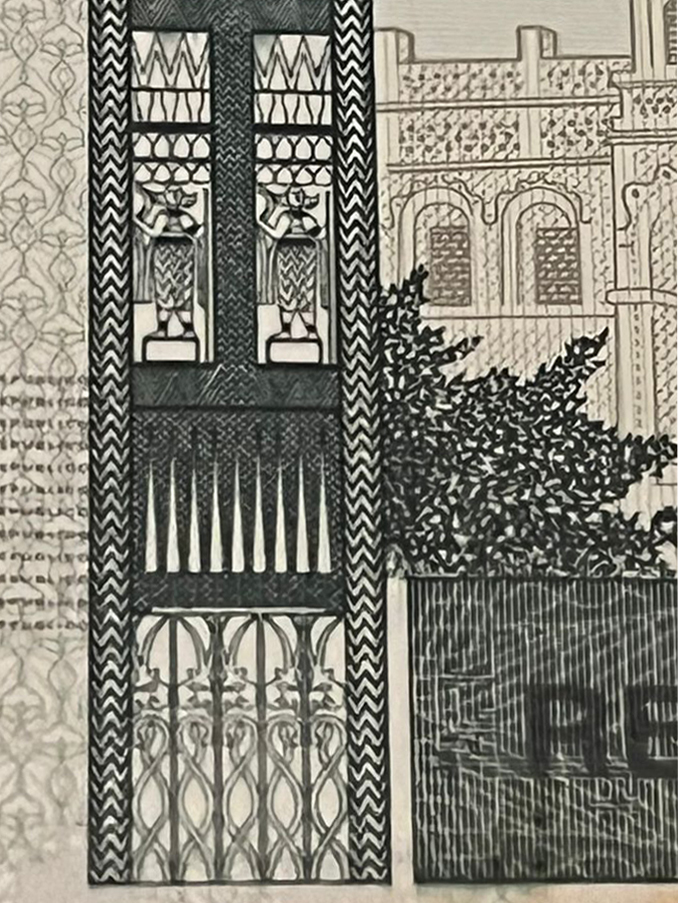
زخارف بنات إيل تزين الجواز السفر اليمني

الجدير بالذكر أن هناك نقشان يشيران إلى إلهة مجهولة وُصفت بأنها "أم الإلهات".

## في القرآن
يقارن كرستيان روبان بين بنات إيل والإلهات العربية الثلاث الوارد ذكرهن في سورة النجم في الآية: ﴿أَفَرَأَيْتُمُ اللَّاتَ وَالْعُزَّى ۝١٩ وَمَنَاةَ الثَّالِثَةَ الْأُخْرَى ۝٢٠﴾ [النجم:19–20]
وكذلك استنكار القرآن على الذين ﴿وَيَجْعَلُونَ لِلَّهِ الْبَنَاتِ سُبْحَانَهُ وَلَهُمْ مَا يَشْتَهُونَ ۝٥٧﴾ [النحل:57] والسؤال الاستنكاري في سورة النور ﴿أَمْ لَهُ الْبَنَاتُ وَلَكُمُ الْبَنُونَ ۝٣٩﴾ [الطور:39]
وفي سورة الإسراء ﴿أَفَأَصْفَاكُمْ رَبُّكُمْ بِالْبَنِينَ وَاتَّخَذَ مِنَ الْمَلَائِكَةِ إِنَاثًا إِنَّكُمْ لَتَقُولُونَ قَوْلًا عَظِيمًا ۝٤٠﴾ [الإسراء:40]
وفي سورة الصافات ﴿فَاسْتَفْتِهِمْ أَلِرَبِّكَ الْبَنَاتُ وَلَهُمُ الْبَنُونَ ۝١٤٩ أَمْ خَلَقْنَا الْمَلَائِكَةَ إِنَاثًا وَهُمْ شَاهِدُونَ ۝١٥٠﴾ [الصافات:149–150]
وفي سورة الزخرف ﴿وَجَعَلُوا الْمَلَائِكَةَ الَّذِينَ هُمْ عِبَادُ الرَّحْمَنِ إِنَاثًا أَشَهِدُوا خَلْقَهُمْ سَتُكْتَبُ شَهَادَتُهُمْ وَيُسْأَلُونَ ۝١٩﴾ [الزخرف:19]
ولكن روبان لا يطابق بين بنات الله في القرآن وبنات إيل، ويكتفي بالقول أن المجموعتين صنف إلهات من نفس النوع والأهمية في الهرم الإلهي.

## تصاوير بنات عاد

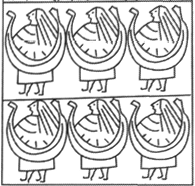
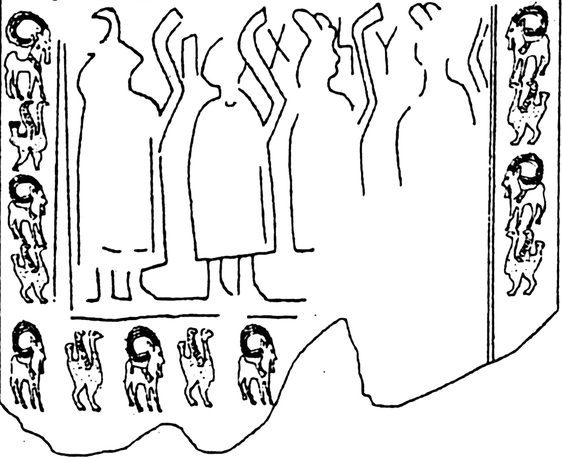
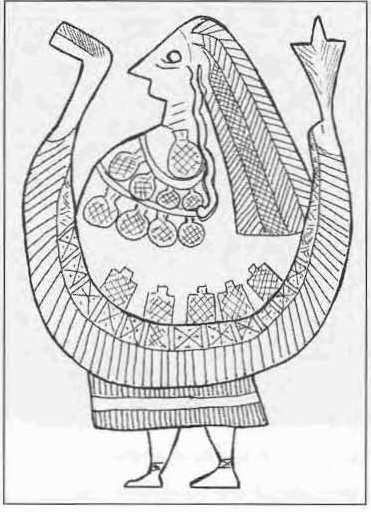
رسم مفصل لإحدى بنات إيل
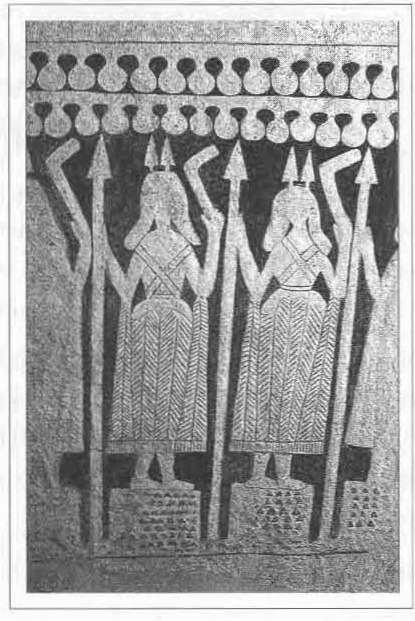
بنيات عاد على جدار أحد معابد الجوف
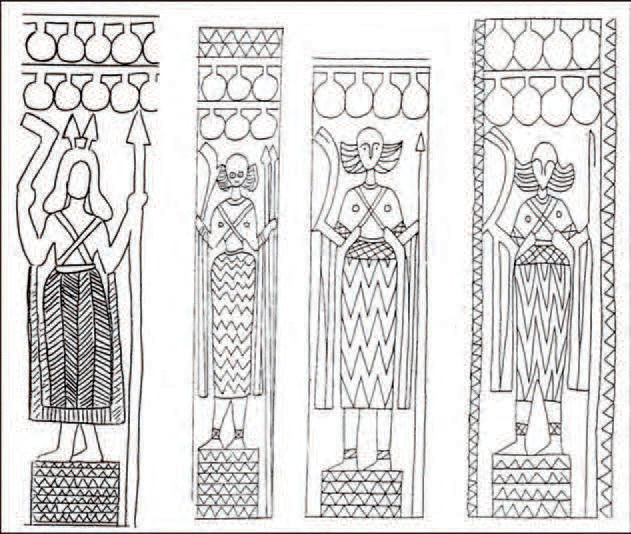
نماذج مختلفة لبنات عاد
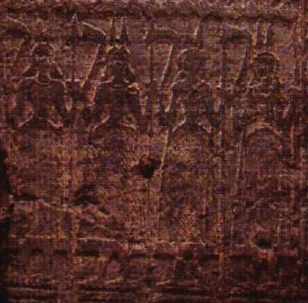
بنات عاد على أحد أعمدة معبد أرنيدع